# سییا ناکانو
سییا ناکانو (انگلیسی: Seiya Nakano؛ زادهٔ ۲۳ ژوئیهٔ ۱۹۹۵) بازیکن فوتبال اهل ژاپن است.
از باشگاه‌هایی که در آن بازی کرده‌است می‌توان به باشگاه فوتبال جوبیلو ایواتا اشاره کرد.